# Magyar labdarúgó-bajnokság (negyedosztály)
A magyar labdarúgó-bajnokság negyedosztályát a jelenlegi rendszerben a vármegyei labdarúgó-bajnokságok első osztálya (megyei I.) jelenti, illetve a fővárosban a Budapest-bajnokság I. osztálya (BLSZ I). (A bajnoki rendszer átszervezésétől függően voltak olyan szezonok is, amikor az NB III jelentette a negyedosztályt, legutóbb 2004–2005-ben). A bajnokságokat az MLSZ megyei igazgatóságai (a fővárosban a budapesti igazgatósága) szervezik.
A 2013–14-es szezontól kezdve a 20 bajnokcsapat párokba sorsolva osztályozót játszik. A párharcok győztesei feljutnak az NB III-ba, ahol a területileg megfelelő csoportba sorolják be őket. Helyükre összesen tíz csapat kiesik az NB III-ból. Az osztályozók vesztesei maradnak a negyedosztályban. A megyei másodosztályú bajnokcsapatok feljutnak, a helyükre kiesők száma függ az adott megyei II. osztály csoportjainak számától, illetve attól, hogy mely vármegyék bajnokcsapatai nyerik az osztályozókat és melyik megyének hány csapata esik ki az NB III-ból.

## Bács-Kiskun
Bács-Kiskun vármegyei I. osztály
| Csapat               | Település        |
| -------------------- | ---------------- |
| Akasztói FC          | Akasztó          |
| Bácsalmási PVSE      | Bácsalmás        |
| Harta SE             | Harta            |
| Híd SC               | Nagybaracska     |
| Kalocsai FC          | Kalocsa          |
| Kecel FC             | Kecel            |
| Kecskeméti LC        | Kecskemét        |
| Kiskőrös LC          | Kiskőrös         |
| Kiskunfélegyházi HTK | Kiskunfélegyháza |
| Kiskunhalasi FC      | Kiskunhalas      |
| Kiskunmajsa FC       | Kiskunmajsa      |
| Jánoshalmi FC        | Jánoshalma       |
| Soltvadkerti TE      | Soltvadkert      |
| Tiszakécske VSE      | Tiszakécske      |
| Tompa SE             | Tompa            |

## Baranya
Baranya vármegyei I. osztály
| Csapat           | Település  |
| ---------------- | ---------- |
| Beremendi Építők | Beremend   |
| Boda ÖSE         | Boda       |
| Bogád SE         | Bogád      |
| Bólyi SE         | Bóly       |
| Geresdlaki Dózsa | Geresdlak  |
| Mohácsi TE       | Mohács     |
| Pécsi MFC        | Pécs       |
| Pécsi VSK        | Pécs       |
| Pécsváradi SK    | Pécsvárad  |
| PTE-PEAC         | Pécs       |
| Sellye VSK       | Sellye     |
| Siklósi FC       | Siklós     |
| Szászvári SE     | Szászvár   |
| Szederkényi SE   | Szederkény |
| Szigetvári ZMSE  | Szigetvár  |
| Villányi TC      | Villány    |

## Békés
Békés vármegyei I. osztály
| Csapat              | Település       |
| ------------------- | --------------- |
| Békési FC           | Békés           |
| Csabacsűd SE        | Csabacsűd       |
| Dévaványai SE       | Dévaványa       |
| Magyarbánhegyesi FC | Magyarbánhegyes |
| Füzesgyarmati SK    | Füzesgyarmat    |
| Gyomaendrődi FC     | Gyomaendrőd     |
| Jamina SE           | Békéscsaba      |
| Kondorosi TE        | Kondoros        |
| Körösladányi MSK    | Körösladány     |
| Méhkereki SE        | Méhkerék        |
| Mezőhegyesi SE      | Mezőhegyes      |
| Mezőkovácsházi TE   | Mezőkovácsháza  |
| OH. Rákóczi VSE     | Orosháza        |
| Szabadkígyósi SZSC  | Szabadkígyós    |
| Szarvasi FC         | Szarvas         |
| Szeghalmi FC        | Szeghalom       |
| Tótkomlósi TC       | Tótkomlós       |

## Borsod-Abaúj-Zemplén
Borsod-Abaúj-Zemplén vármegyei I. osztály
| Csapat                | Település       |
| --------------------- | --------------- |
| Bogács Thermálfürdő   | Bogács          |
| Bőcs KSC              | Bőcs            |
| Bükkábrányi SC        | Bükkábrány      |
| Edelényi FC           | Edelény         |
| Encs VSC              | Encs            |
| Felsőzsolca VSC       | Felsőzsolca     |
| Mád FC                | Mád             |
| Miskolci VSC          | Miskolc         |
| Nagybarca KSE         | Nagybarca       |
| Onga KSE              | Onga            |
| Sajóbábonyi VSE       | Sajóbábony      |
| Sárospataki TC        | Sárospatak      |
| Sátoraljaújhelyi TKSE | Sátoraljaújhely |
| Tállya KSE            | Tállya          |
| TITÁN SE Szentistván  | Szentistván     |

## Budapest
BLSZ I. osztály
| Csapat                | Település      |
| --------------------- | -------------- |
| 43. Sz. Építők SK     | Budapest XIII. |
| Budafoki LC           | Budapest XXII. |
| Ferencvárosi FC       | Budapest IX.   |
| Fővárosi Vízművek SK  | Budapest IV.   |
| Hegyvidék SE          | Budapest XII.  |
| Ikarus BSE            | Budapest XVI.  |
| Kelen SC              | Budapest XI.   |
| KISE                  | Budapest X.    |
| Pénzügyőr SE          | Budapest II.   |
| RAFC                  | Budapest XVI.  |
| RTK-Vasló             | Budapest XVII. |
| Szent Pál Akadémia FC | Budapest XXII. |
| Testvériség SE        | Budapest XV.   |
| THSE-Sashalom         | Budapest XVI.  |
| Unione FC             | Budapest XI.   |
| Voyage SE             | Budapest XIII. |

## Csongrád-Csanád
Csongrád-Csanád vármegyei I. osztály
| Csapat               | Település        |
| -------------------- | ---------------- |
| Algyő SK             | Algyő            |
| Ásotthalmi TE        | Ásotthalom       |
| Csongrád TSE         | Csongrád         |
| FK 1899 Szeged       | Szeged           |
| Hódmezővásárhelyi FC | Hódmezővásárhely |
| Kisteleki TE         | Kistelek         |
| Makói FC             | Makó             |
| Mártély SK           | Mártély          |
| Mindszent SC SE      | Mindszent        |
| Mórahalom VSE        | Mórahalom        |
| Sándorfalva SK       | Sándorfalva      |
| Szegedi VSE          | Szeged           |
| Szentesi Kinizsi TE  | Szentes          |
| Tápéi ESK            | Szeged           |
| Tiszasziget SE       | Tiszasziget      |
| Újszegedi TC 1913    | Szeged           |

## Fejér
Fejér vármegyei I. osztály
| Csapat                       | Település      |
| ---------------------------- | -------------- |
| Bicskei TC                   | Bicske         |
| Dunafém-Maroshegy SE         | Székesfehérvár |
| Dunaújváros PASE II          | Dunaújváros    |
| Ercsi Kinizsi TE             | Ercsi          |
| Gárdony-Agárdi Gyógyfürdő SE | Agárd          |
| Kisláng SE                   | Kisláng        |
| KSE Iváncsa                  | Iváncsa        |
| Martonvásári SK              | Martonvásár    |
| Mezőfalvai Medosz SE         | Mezőfalva      |
| Móri SE                      | Mór            |
| Polgárdi Vertikál            | Polgárdi       |
| Puskás Akadémia FC II        | Felcsút        |
| Szár KSE                     | Szár           |
| Szárszentmiklósi SE          | Sárbogárd      |
| Tordas SE                    | Tordas         |
| Velence Bericap              | Velence        |

## Győr-Moson-Sopron
Győr-Moson-Sopron vármegyei I. osztály
| Csapat                      | Település        |
| --------------------------- | ---------------- |
| Bácsa FC                    | Győr             |
| Beled SE                    | Bácsalmás        |
| Csornai SE                  | Csorna           |
| DAC 1912 FC                 | Győr             |
| Fertőszentmiklós SE         | Fertőszentmiklós |
| Gönyű SE                    | Kecel            |
| HG-Logistic Győrszemere KSK | Győrszemere      |
| I.G. Gasket Rajka SE        | Rajka            |
| Jánossomorjai SE            | Jánossomorja     |
| Kapuvári SE                 | Kapuvár          |
| Lébényi SE                  | Lébény           |
| Lipót SE Pékség             | Lipót            |
| Loland Nyúl SC              | Nyúl             |
| Öttevény TC                 | Öttevény         |
| Petőházi SE                 | Petőháza         |
| WHB-Ménfőcsanak ESK         | Győr             |

## Hajdú-Bihar
Hajdú-Bihar vármegyei I. osztály
| Csapat                        | Település      |
| ----------------------------- | -------------- |
| Balmazújvárosi Ping-Pong Klub | Balmazújváros  |
| Berettyóújfalui SE            | Berettyóújfalu |
| Debreceni EAC                 | Debrecen       |
| Derecskei LSE                 | Derecske       |
| Ebes KKSE                     | Ebes           |
| Hajdúdorog Szövetkezet SE     | Hajdúdorog     |
| Hajdúnánás–Flexo 2000 FK      | Hajdúnánás     |
| Hajdúsámsoni TTISZE           | Hajdúsámson    |
| Hajdúszoboszlói SE            | Hajdúszoboszló |
| Hosszúpályi SE                | Hosszúpályi    |
| Monostorpályi SE              | Monostorpályi  |
| Nagyhegyesi KSE               | Nagyhegyes     |
| Nyíradony VVTK                | Nyíradony      |
| Polgári VSE                   | Polgár         |
| Sárrétudvari KSE              | Sárrétudvari   |
| Téglási VSE                   | Téglás         |

## Heves
Heves vármegyei I. osztály
| Csapat                    | Település                                   |
| ------------------------- | ------------------------------------------- |
| Bélapátfalva SKE          | Bélapátfalva                                |
| Besenyőtelek SC           | Besenyőtelek                                |
| Borsodnádasd LASE         | Borsodnádasd, Borsod-Abaúj-Zemplén vármegye |
| Detk SE                   | Detk                                        |
| Domoszló SK               | Domoszló                                    |
| Egerszalók SE             | Egerszalók                                  |
| Füzesabony SC             | Füzesabony                                  |
| Gyöngyöshalász SE         | Gyöngyöshalász                              |
| Gyöngyöstarjáni KSK       | Gyöngyöstarján                              |
| Heréd LC                  | Heréd                                       |
| Maklár SE                 | Maklár                                      |
| Markaz FC-Halmajugra      | Markaz                                      |
| Marshall-Andornaktálya SE | Andornaktálya                               |
| Pétervására SE            | Pétervására                                 |
| Szőlőskert-Nagyréde SC    | Nagyréde                                    |

## Jász-Nagykun-Szolnok
Jász-Nagykun-Szolnok vármegyei I. osztály
| Csapat                           | Település        |
| -------------------------------- | ---------------- |
| Csépa KSE                        | Csépa            |
| Fegyvernek KSE                   | Fegyvernek       |
| Jánoshida SE                     | Jánoshida        |
| Jászapáti FK                     | Jászapáti        |
| Jászárokszállási VSE-Rosenberger | Domoszló         |
| Jászfényszarui VSE               | Egerszalók       |
| Karcagi SE                       | Karcag           |
| Kisújszállási SE                 | Kisújszállás     |
| Kunhegyesi ESE                   | Kunhegyes        |
| Martfűi VSE                      | Martfű           |
| Rákóczifalva SE                  | Rákóczifalva     |
| Szajol KLK                       | Szajol           |
| Tiszafüred VSE                   | Tiszafüred       |
| Törökszentmiklósi FC             | Törökszentmiklós |
| Túrkeve VSE                      | Túrkeve          |
| Újszász VVSE                     | Újszász          |

## Komárom-Esztergom
Komárom-Esztergom vármegyei I. osztály
| Csapat              | Település              |
| ------------------- | ---------------------- |
| Ácsi Kinizsi SC     | Ács                    |
| Bábolna SE          | Bábolna                |
| Nagyigmándi KSK     | Nagyigmánd             |
| Ete SE              | Ete                    |
| FC Esztergom        | Esztergom              |
| Lábatlani ESE       | Lábatlan               |
| Nyergesújfalu SE    | Nyergesújfalu          |
| OSZE Oroszlány      | Oroszlány              |
| Sárisápi Bányász SE | Sárisáp                |
| Tatai AC            | Tata                   |
| Vértessomlói KSK    | Vértessomló            |
| Vértesszőlős SE     | Vértesszőlős           |
| Wati Kecskéd KSK    | Kecskéd                |
| Zsámbéki SK         | Zsámbék, Pest vármegye |

## Nógrád
Nógrád vármegyei I. osztály
| Csapat              | Település      |
| ------------------- | -------------- |
| Balassagyarmati VSE | Balassagyarmat |
| Berkenye SE         | Berkenye       |
| Cered VSE           | Cered          |
| Érsekvadkert SE     | Érsekvadkert   |
| Héhalom SE          | Héhalom        |
| Karancslapujtő KSE  | Karancslapujtő |
| Mátranováki VSC     | Mátranovák     |
| Nagybátony SC       | Bátonyterenye  |
| Nőtincs SE          | Nőtincs        |
| Palotás SE          | Palotás        |
| Pásztó SK           | Pásztó         |
| Rimóc SE            | Rimóc          |
| Somos SE            | Somoskőújfalu  |
| Szécsény VSE        | Szécsény       |

## Pest
Pest vármegyei I. osztály
| Csapat                       | Település      |
| ---------------------------- | -------------- |
| Dabas-Gyón FC                | Dabas          |
| Érdi VSE                     | Érd            |
| Gödöllői SK                  | Gödöllő        |
| Hévízgyörki SC               | Hévízgyörk     |
| Nagykőrösi Kinizsi-Törtel FC | Nagykőrös      |
| Örkény SE                    | Örkény         |
| Pilisi LK-Legenda Sport      | Pilis          |
| Pilisszentiván SE            | Pilisszentiván |
| Százhalombattai LK           | Százhalombatta |
| Taksony SE                   | Taksony        |
| Tápiószecső FC               | Tápiószecső    |
| Törökbálinti TC              | Törökbálint    |
| Tura VSK                     | Tura           |
| Üllő SE                      | Üllő           |
| Vecsési FC                   | Vecsés         |
| Viadukt SE-Biatorbágy        | Biatorbágy     |

## Somogy
Somogy vármegyei I. osztály
| Csapat                                 | Település        |
| -------------------------------------- | ---------------- |
| Babócsa SE                             | Babócsa          |
| Balatoni Vasas SE                      | Siófok           |
| Balatonkeresztúr-Balatonmáriafürdő KSK | Balatonkeresztúr |
| Balatonlelle SE                        | Balatonlelle     |
| Berzence SE                            | Berzence         |
| Csurgói TK                             | Csurgó           |
| FC Nagyberki                           | Nagyberki        |
| Fonyódi Petőfi SE                      | Fonyód           |
| Hűs-Húsház Balatonboglár               | Balatonboglár    |
| Kaposmérői SE                          | Kaposmérő        |
| Karád SC                               | Karád            |
| Kiskorpád SE                           | Kiskorpád        |
| Marcali VFC                            | Marcali          |
| Nagybajomi AC                          | Nagybajom        |
| Segesdi SE                             | Segesd           |
| Tabi VSC                               | Tab              |

## Szabolcs-Szatmár-Bereg
Szabolcs-Szatmár-Bereg vármegyei I. osztály
| Csapat                        | Település       |
| ----------------------------- | --------------- |
| II. Rákóczi Ferenc SE Szakoly | Szakoly         |
| Baktalórántháza VSE           | Baktalórántháza |
| Balkányi SE                   | Balkány         |
| Dombrád SE                    | Dombrád         |
| Ibrány SE                     | Ibrány          |
| Mándok KSE                    | Mándok          |
| Nagyhalászi SE                | Nagyhalász      |
| Nagykállói VSE                | Nagykálló       |
| Nyírgyulaj KSE                | Nyírgyulaj      |
| Nyírmadai ISE                 | Nyírmada        |
| SE Kemecse                    | Kemecse         |
| Szatmár Unio FC               | Fehérgyarmat    |
| Tiszakanyár SE                | Tiszakanyár     |
| Tiszalök VSE                  | Tiszabecs       |
| Tiszavasvári SE               | Tiszavasvári    |
| Tuzsér SE                     | Tuzsér          |

## Tolna
Tolna vármegyei I. osztály
| Csapat              | Település   |
| ------------------- | ----------- |
| Bátaszék SE         | Bátaszék    |
| Bonyhád Völgység LC | Bonyhád     |
| Dombóvári FC        | Dombóvár    |
| Dunaföldvár FC      | Dunaföldvár |
| Kakasd SE           | Kakasd      |
| Kisdorogi FC        | Kisdorog    |
| Kölesd SE           | Kölesd      |
| Majosi SE           | Bonyhád     |
| Őcsény SK           | Őcsény      |
| Paksi FC II         | Paks        |
| Szedres SE          | Szedres     |
| Tamási 2009 FC      | Tamási      |
| Tevel SE            | Tevel       |
| Tolna VFC           | Tolna       |

## Vas
Vas vármegyei I. osztály
| Csapat                    | Település          |
| ------------------------- | ------------------ |
| Büki TK                   | Bük                |
| Celldömölki VSE           | Celldömölk         |
| Csepregi SE               | Csepreg            |
| Jánosháza VSE             | Jánosháza          |
| Kemenesalja FC            | Vönöck             |
| Király SZE                | Szombathely        |
| Körmendi FC               | Körmend            |
| Kőszegi SE                | Kőszeg             |
| Rápapatyi KSK             | Rábapaty           |
| Répcelaki SE              | Répcelak           |
| Tabak 1-Szentgotthárd VSE | Szentgotthárd      |
| Tápláni KSK               | Táplánszentkereszt |
| Uraiújfalu SE             | Uraiújfalu         |
| Vasvár VSE                | Vasvár             |
| Vép VSE                   | Vép                |

## Veszprém
Veszprém vármegyei I. osztály
| Csapat                | Település     |
| --------------------- | ------------- |
| Ajka Kristály SE      | Ajka          |
| Alsóörs SE            | Alsóörs       |
| Balatonalmádi SE      | Balatonalmádi |
| Csetény SE            | Csetény       |
| Devecser SE           | Devecser      |
| Fűzfői AK             | Balatonfűzfő  |
| Gyulafirátót SE       | Veszprém      |
| Herendi Porcelán SK   | Herend        |
| Peremarton SC         | Berhida       |
| Péti MTE              | Pétfürdő      |
| PV Öskü FC            | Öskü          |
| Sümeg VSE             | Sümeg         |
| Tapolcai IAC VSE      | Tapolca       |
| Ugod SE               | Ugod          |
| Úrkút SK              | Úrkút         |
| Várpalotai Bányász SK | Várpalota     |

## Zala
Zala vármegyei I. osztály
| Csapat                             | Település      |
| ---------------------------------- | -------------- |
| Csácsbozsok-Nemesapáti SE          | Nemesapáti     |
| Femat-Csesztreg SE                 | Csesztreg      |
| Hévíz SK                           | Hévíz          |
| Horvát-Méh Kiskanizsai Sáskák SE   | Nagykanizsa    |
| Lenti TE-Sport 36                  | Lenti          |
| Let's do it Technoroll-Teskánd KSE | Teskánd        |
| Letenye SE                         | Letenye        |
| Műszer Automatika-FC Napred        | Tótszentmárton |
| Nagykanizsai LE                    | Nagykanizsa    |
| Olajmunkás SE Gellénháza           | Gellénháza     |
| Semjénháza SE                      | Semjénháza     |
| Szepetnek SE                       | Szepetnek      |
| Szerszámsziget-Zalalövői TK        | Zalalövő       |
| Tarr Sprint Andráshida SC          | Zalaegerszeg   |
| Zalagrár-Pókaszepetk SE            | Pókaszepetk    |
| Zalaszentgróti VFC                 | Zalaszentgrót  |